# Дештраз
Дештраз (перс. دشترز) — село в Ірані, у дегестані Джіранде, у бахші Амарлу, шагрестані Рудбар остану Ґілян. За даними перепису 2006 року, його населення становило 64 особи, що проживали у складі 16 сімей.

## Клімат
Середня річна температура становить 16,41 °C, середня максимальна – 32,88 °C, а середня мінімальна – -2,14 °C. Середня річна кількість опадів – 509 мм.
| Клімат поселення                              | Клімат поселення | Клімат поселення | Клімат поселення | Клімат поселення | Клімат поселення | Клімат поселення | Клімат поселення | Клімат поселення | Клімат поселення | Клімат поселення | Клімат поселення | Клімат поселення | Клімат поселення |
| Показник                                      | Січ.             | Лют.             | Бер.             | Квіт.            | Трав.            | Черв.            | Лип.             | Серп.            | Вер.             | Жовт.            | Лист.            | Груд.            |                  |
| Середній максимум, °C                         | 14,91            | 13,87            | 16,80            | 23,14            | 27,75            | 32,87            | 32,88            | 31,83            | 27,75            | 22,67            | 17,69            | 12,26            |                  |
| Середня температура, °C                       | 6,91             | 5,87             | 8,78             | 15,14            | 19,76            | 24,86            | 27,96            | 26,92            | 22,84            | 17,76            | 12,79            | 7,36             |                  |
| Середній мінімум, °C                          | −1,08            | −2,14            | 0,80             | 7,13             | 11,76            | 16,86            | 23,05            | 22,01            | 17,92            | 12,84            | 7,86             | 2,46             |                  |
| Норма опадів, мм                              | 51               | 47               | 68               | 51               | 28               | 12               | 13               | 15               | 25               | 53               | 67               | 79               |                  |
| Середньомісячна швидкість вітру, м/с          | 1.83             | 2.33             | 2.92             | 3.13             | 2.90             | 3.00             | 3.18             | 2.95             | 2.50             | 2.38             | 1.80             | 1.84             |                  |
| Середньомісячна сонячна радіація, кДж/м²·день | 7718             | 10031            | 12266            | 16540            | 20981            | 24027            | 24548            | 21542            | 17696            | 12421            | 9374             | 7402             |                  |
| --------------------------------------------- | ---------------- | ---------------- | ---------------- | ---------------- | ---------------- | ---------------- | ---------------- | ---------------- | ---------------- | ---------------- | ---------------- | ---------------- | ---------------- |
| Джерело:                                      |                  |                  |                  |                  |                  |                  |                  |                  |                  |                  |                  |                  |                  |